# 陳慧嶪
陳慧嶪（1618年3月27日—1636年），字瑚仲，號嵋雪，廣東廣州府順德縣大良人，明朝政治人物。

## 生平
陳慧嶪出生時父親夢白衣人送贈童子給他，年輕已有夙根，博極群書，以敦行自勉，崇禎六年（1633年）中第八名舉人，次年（1634年）聯捷進士，謝絕參加宴會、講求理學，先在都察院觀政，同年八月獲授行人，奉使到松江，與當地名流唱和，假期回鄉不會前往官府，族人有為害鄉里者先作勸諭，不得已才官府究治。九年（1636年）秋天他出使吉安，等候謁見知府徐懋曙，於金斗寺看到僧人聚眾門前仿若迎客，詢問後才知道僧人在前晚夢見其師傅慧嶪回歸，奉命出迎，此時他才了解自己前生就是寺廟師傅，兩世偶然同名，同日無病而逝。

## 家族
曾祖父嘉靖元年舉人陳其才，祖父生員陳琮詠，父親萬曆四十六年舉人陳迪祥。兒子陳際臨，康熙二十年舉人。